# تاكويا تاكاغي
تاكويا تاكاغي، من مواليد 12 نوفمبر 1967، وهو لاعب كرة قدم ياباني معتزل، وقد كان مع منتخب اليابان لكرة القدم الفائز في كأس آسيا 1992، وقد لعب 45 مباراة دولية وسجل 27 هدف دولي.
بدأ تاكاغي مسيرته الكروية مع نادي سانفريسي هيروشيما في عام 1991، وفي موسم 1998/1999 انتقل إلى نادي فيردي كاواساكي، واختتم مسيرته الكروية مع نادي كونسادول سوبارو في عام 2000.

## روابط خارجية
- تاكويا تاكاغي على موقع الاتحاد الدولي (مؤرشف)  (الإنجليزية)
- تاكويا تاكاغي على موقع رابطة كرة القدم اليابانية للمحترفين (اليابانية)
- تاكويا تاكاغي على موقع قاعدة بيانات كرة القدم.إي يو (الإنجليزية)
- تاكويا تاكاغي على موقع ناشيونال فوتبول تيمز (الإنجليزية)
- تاكويا تاكاغي على موقع Soccerway.com (الإنجليزية)
- تاكويا تاكاغي على موقع عالم كرة القدم.نت (الإنجليزية)
- تاكويا تاكاغي على موقع كووورة